# کریستین اسکالین
کریستین اسکالین (انگلیسی: Kristin Skaslien؛ زادهٔ ۱۸ ژانویهٔ ۱۹۸۶) از برندگان مدال‌های بازی‌های المپیک زمستانی و ورزشکار کرلینگ اهل نروژ است.